# 由利維平
由利 維平（ゆり これひら、生年不詳 - 文治6年（1190年））は、鎌倉幕府の御家人。出羽国由利郡（現秋田県）の地頭で、従来は藤原泰衡の郎党から御家人となったとされてきたが、源頼朝の側近出身とする説が提唱され有力説となっている。系図類では由利維安（維友とも）の八男で、子に維久、中八と号したとされているが、後世に創作されたものと見るべきとの指摘がされている。

## 経歴
『吾妻鏡』には、「由利中八」と「由利八郎」に関し次の10か所に記事がある。
| 条                                  | 表記名       | 記事の内容 |
| ----------------------------------- | ------------ | --- |
| 治承4年（1180年）8月20日            | 中八惟平     | 源頼朝挙兵に扈従する。 |
| 養和元年（1181年）3月6日            | 中八維平     | 伊勢からの書状を受け取る。 |
| 文治2年（1186年）3月27日            | ちうはち     | 京に在留する。 |
| 文治5年（1189年）9月7日             | 由利八郎     | 奥州合戦において泰衝の命により出羽口を田河行文、秋田致文らと守るが、鎌倉軍に敗れ、宇佐美実政に生虜りになった。                                                                                     |
| 9月13日                             | 由利八郎     | 捕虜の身でありながら「運尽きて囚人と為るは、勇士の常」と堂々とした態度で梶原景時の無礼をたしなめ、畠山重忠が礼を尽くすと尋問に応じた。それを見ていた源頼朝も「勇敢の誉れ有るに依って」罪を許した。 |
| 12月24日                            | 由利中八維平 | 大河兼任の乱に際し、工藤行光、宮六傔仗国平らと陸奥国に先発する。 |
| 文治6年（建久元年）（1190年）1月6日 | 由利中八維平 | 小鹿島の大社山毛々左田の辺（現秋田県秋田市大森山・新屋付近か？）で討ち死にした。 |
| 1月18日                             | 由利中八維平 | 後に戦況報告を聞いた頼朝が、その報告中に「小鹿嶋橘次公成討ち死に由利中八維平逃亡」とあったことに対し、二人の性格から「由利維平討ち死に橘次公成逃亡」の間違いだろうと推察する。                     |
| 1月19日                             | 中八         | 詳報判明し、頼朝の推察のとおりであったことからその場にいた一同皆驚く。 |
| 1月29日                             | 維平         | 頼朝、援軍の到着を待つべきであったと維平を評する。 |

これらの記述のうち、従来は文治5年条以降を同一人物と考える説が一般的であり、中八と八郎を混同したものではないかとする説は少数であったが、文治5年9月条とそれ以外を別人物と捉える説が提唱されると、従来説を採っていた研究者が肯定に転じたほか、可能性を肯定する意見が出されるなど、有力説となっている。

### 従来説
出羽国沿岸中部の由利地方（現秋田県由利本荘市）の豪族とする。由利氏は家伝によれば、大中臣良平が源義家に従い由利半郡を賜ったのが始まりとされているが、清和源氏頼光流とする系図もあり、安倍氏説、中原氏説も存在する。

### 近時有力説
この見解では八郎は御家人となった後の記録が無いあるいは御家人になっておらず、維平は奥州合戦で由利郡を恩賞として賜ったとする。すなわち、中八維平は由利郡を賜って後に由利中八維平を名乗っていることから中八維平は伊豆以来の頼朝側近であり、由利八郎は藤原泰衡の郎従で由利郡の豪族であったとする。

### 子孫
子の維久は和田合戦に連座して所領を没収されたと言われるが、子孫は由利地方に土着、滝沢氏と称し由利十二頭の一として後に最上氏、続いて六郷氏の配下となり幕末に至った。

## 八郎に関する伝説
岩手県紫波町の小屋敷地内にある稲荷街道の道端には藤原秀衡の六男で泰衡の末弟である錦戸太郎頼衡（藤原頼衡）の墓と伝えられている自然石の角柱がある。その頂部は斜に切断されているが、これについて次のような伝承が伝わっている。頼衡は父秀衡の死後、源義経に通じたことから次兄の泰衡との間に不和が生じた。身の危険を感じた頼衡は密かに平泉を脱出して北方に逃走したが、現在の紫波町と雫石町の境にある東根山の山麓で追っ手に捕らえられて殺害されてしまったという。この時頼衡は16歳前後だったとされる。これを憐れんだ里人たちが現地に遺骸を葬って懇ろに供養し、その上に自然石を立てて墓印としたのが、今に伝えられる頼衡の墓であるという。ところが、これを聞いた平泉の泰衡は、烈火のように怒って直ちに墓石を取りはらうように命じた。里人たちは、止む無くそれを取り覗いて近くのやぶへ捨ててしまった。それから間もないある晩のこと、当時奥羽きっての強力者として有名であった由利八郎がこの地に通りかかったが、かの墓石を捨てたあたりまでくると、草むらの中か妖しげな光り物がポーと浮かんできた。八郎は「狐狸のしわざに相違ない」と思いながら、腰の大刀を抜いて激しくこれを斬りつけた。その途端「カチン」という音がしたと思うと、光り物はゆらゆらと揺れながら飛び出してきた。八郎はその後を追いかけたが錦戸太郎の墓までくると消えてなくなった。気がつくと八郎の体は汗で満たされていた。そして急に疲れが襲って来た。翌朝、この話を聞いて里人たちが墓のところに来てみると、取り除いたはずの墓石がもとの通りに立っていたのである。そして、よく見ると頂部が斜に切断されていた。里人たちは「八郎の怪力にたよって墓石をもどしてもらったのだろう」と噂したという。